# Żółwieniec (wieś)
Żółwieniec (do 2012 Żółwiniec) – wieś w Polsce położona w województwie wielkopolskim, w powiecie konińskim, w gminie Ślesin.
| SIMC    | Nazwa          | Rodzaj    |
| ------- | -------------- | --------- |
| 0297402 | Konstantynówek | część wsi |
| 0297419 | Ostrowy        | część wsi |

W latach 1975–1998 miejscowość należała administracyjnie do województwa konińskiego.
Na terenie miejscowości znajduje się jeden z największych nadajników naziemnych w Polsce o wysokości 320 m - RTCN Żółwieniec.
W 2012 r. zmieniono urzędowo nazwę miejscowości ze Żółwiniec na Żółwieniec.